# Cserszegtomaj
Cserszegtomaj ist eine ungarische Gemeinde im Kreis Keszthely im Komitat Zala.

## Geographische Lage
Der Ort Czerszegtomaj liegt zwischen Keszthely und Rezi, in der nordwestlichen Balatonregion, innerhalb des Kleingebiets Hévíz. Die Keszthelyer Berge liegen im Nordosten. Cserszegtomaj ist 4 km vom Balaton und 3 km vom Heilbad Hévíz entfernt.

## Name
Die Gemeinde besteht aus zwei Ortskernen, Cserszeg und Tomaj. Der Ort wurde erstmals als Tomaj im Jahr 1357 in Urkunden erwähnt. 1846 wurden die Orte zu Cserszegtomaj vereint. Cser bedeutet Zerreiche und szeg Stift. Tomaj ist ein Stamm, der hier siedelte.

## Latènezeitliches Gräberfeld
Diese Fundstelle liegt auf der Kuppe Biked der Keszthelyer Berge, nicht weit entfernt vom Gräberfeld Keszthely-Dobogó. In den 1930er Jahren wurden durch Schotterförderung verschiedene Gräber gestört, darunter auch einige aus der Latènezeit. 1939 wurde eine erste Grabung durchgeführt, die latènezeitliche Frauenbestattungen und spätbronzezeitliche (um 1000 v. Chr.) Urnengräber freilegte.
Ein Grab aus der Frühlatène (LTB I, 380–250 v. Chr.) war in Südost–Nordwest ausgerichtet und hatte das Ausmaß von 275 × 130 cm bei einer Tiefe von 175 cm. Die ursprüngliche Holzauskleidung war noch durch Verfärbungen zu erkennen. Obwohl das Grab zeitgenössisch gestört worden war, befanden sich die Grabbeigaben noch am richtigen Ort (in situ). Diese Beigaben waren ein Torques (Halsreif), Armringe, ein Paar Beinringe, drei Fibeln aus Eisen, fünf aus Bronze, einige Bronzeamulette und ein Tongefäß mit Stempelverzierung. Der Torques, die Armringe und die Bronzefibeln stammen vermutlich aus einer lokalen Werkstatt, eine der Fibeln ist mit ziemlicher Sicherheit als Import aus dem Schweizer Mittelland oder der Westschweiz anzusehen.
Weitere Grabungen fanden zwischen 1946 und 1948 statt. Die exakte Fundstelle eines Dreibuckelringpaares ist nicht mehr feststellbar. Die Zerstörungen während des Zweiten Weltkriegs überstanden nur wenige Objekte (ein Sattelring-Fragment und das Dreibuckelringpaar), sie befinden sich heute im Balatoni Museum von Keszthely.

## Sehenswertes und Einrichtungen
- Quellhöhle (kútbarlang)
- Arboretum mit Freizeitpark und Margit-Aussichtspunkt
- Burgtheater (várszínház), westlich des Ortes gelegen
- Drachenflugschule